# عنکبوت قیف تنک زمانی
عنکبوت قیف تنک زمانی (نام علمی: Tegenaria zamanii) گونه ای از عنکبوت بوده که بومی انحصاری ایران است. نمونه‌های این عنکبوت که تا کنون تنها جنس مادهٔ آن شناخته شده‌است، از غار شیرآباد واقع در استان گلستان جمع‌آوری شده‌اند. این گونه توسط دکتر یوری ماروسیک و دکتر میخائیل اوملکو (عنکبوت شناسان روس) به افتخار عنکبوت‌شناس ایرانی علیرضا زمانی نام‌گذاری شده‌است.